# Spominki poznańskie
Spominki poznańskie – cztery notatki rocznikarskie (obejmujące lata 1257, 1265, 1274 i 1278) zapisane jako glossa do Kroniki Wincentego Kadłubka na karcie 186 Rękopisu eugeniuszowskiego. Badacze datują ich powstanie na rok 1306 i zaliczają je do zbioru tzw. roczników wielkopolskich. Spominki przekazały jako jedyne informację o zdobyciu Poznania przez Brandenburczyków w 1274 roku.

## Rękopis
Kodeks z biblioteki księcia Eugeniusza Sabaudzkiego, przechowywany w Nationalbibliothek w Wiedniu pod sygnaturą Ms lat. 480, zawiera między innymi najstarszą zachowaną kopię Kroniki polskiej mistrza Wincentego. Rękopis został spisany na początku XIV wieku i był kopią XIII-wiecznej kolekcji dzieł literackich oraz historycznych, która powstała w Poznaniu. Kolekcja ta została zebrana przez pisarza, który podpisał się jako Nicolaus de Sydee, czyli najprawdopodobniej Mikołaj z Sielca, kanonik poznański w latach 1238–1256. Po śmierci Mikołaja kolekcja znalazła się w zbiorze należącym do biskupa poznańskiego Bogufała II, który przekazał ją testamentem do skarbca katedry poznańskiej. 
Rękopis eugeniuszowski zaopatrzony został licznymi uwagami marginalnymi, które pochodzą od kilku pisarzy. Autor Spominek poznańskich uważany jest za najstarszego glosatora, którego noty powstały w roku 1306 lub nieco później. Cztery notatki autor zapisał na dolnym marginesie karty 186 kodeksu.

## Wydania
Tekst został odkryty w XIX wieku przez Augusta Bielowskiego, który badał Rękopis eugeniuszowski w Wiedniu. Bielowski opublikował glossę w 1878 roku, w trzecim tomie serii Monumenta Poloniae Historica. Nadał jej nazwę Spominek poznańskich, która przyjęła się w nauce. Wyniki  ustaleń Bielowskiego potwierdziła Helena Hofman-Dadejowa w roku 1924. W 1962 roku tekst Spominek zbadała ponownie, opracowała i wydała Brygida Kürbis – w zbiorze Roczników wielkopolskich.

## Treść i znaczenie
Pomimo tego, że Spominki poznańskie są dziełem bardzo krótkim, nie umniejsza to znaczenia tego źródła w odtwarzaniu historii XIII-wiecznej Wielkopolski. Autor na rok 1274 datował najazd brandenburski na Wielkopolskę oraz zdobycie i zniszczenie Poznania. Ponieważ Spominki jako jedyne przekazały wiadomość o tym wydarzeniu, część XIX i XX-wiecznych uczonych przyjmowała tę informację z powątpiewaniem. Współcześni badacze są zdania, że wyprawa Askańczyków na Wielkopolskę w 1274 roku miała istotnie miejsce i wiązała się z wcześniejszym sojuszem Bolesława Pobożnego z księciem pomorskim Barnimem I.
Druga notatka Spominek poznańskich datuje śmierć księcia Bolesława Pobożnego na rok 1278. Nie zgadza się to z treścią roczników małopolskich, które wspominają to wydarzenie przy roku 1279. Być może nastąpiła tu pomyłka wynikająca z opuszczenie jednej kreski przy kopiowaniu. Trzecia zapiska datuje narodzenie Przemysła II na rok 1257, co potwierdza tekst Kroniki wielkopolskiej, zaś czwarta informuje o pożarze katedry poznańskiej w 1265 roku. Rocznik lubiński oraz Rocznik poznański starszy wspominają to wydarzenie pod rokiem 1267.